# Stemonoporus gardneri
Stemonoporus gardneri là một loài thực vật thuộc họ Dipterocarpaceae. Đây là loài đặc hữu của Sri Lanka.